# 1128-as mellékút (Magyarország)
Az 1128-as  mellékút egy bő tizenhét kilométer hosszú, négy számjegyű mellékút Komárom-Esztergom vármegyében. A Gerecse hegység belső települései számára biztosít közvetlen összeköttetést Tata térségével.

## Nyomvonala
Tarján központjában ágazik ki északnyugati irányban az 1119-es útból, néhány lépésre annak 25. kilométerétől. Mintegy 300 métert halad ebben az irányban, Ady Endre utca néven, majd délnyugati irányba fordul és a Petőfi Sándor utca nevet veszi fel. Alig lép túl fél kilométer teljesítésén, újabb irány- és névváltáson esik át, ezúttal nyugat-északnyugati irányba fordul és a Tatai utca nevet veszi fel. Első kilométerének elérése előtt kilép a község házai közül, és újabb irányváltásai következnek, bár a fő iránya ezután is sokáig leginkább nyugat-északnyugati.
2,8 kilométer után lép át Vértestolna területére, ahol 3,2 kilométer után egy elágazáshoz ér: itt torkollik bele az 1127-es út, amelynek számozása itt ér véget majdnem pontosan 20 kilométer megtétele után. Ez az út vezet végig Vértestolna belterületén, amit az 1128-as viszont elkerül, sőt nem sokkal ezután – körülbelül a 3+500-as kilométerszelvényétől – már Vértestolna és Tardos határát követi. 5,3 kilométer után teljesen tardosi területre ér, majd az 5+750-es kilométerszelvénye táján újra keresztezik egymást az 1127-essel, utóbbi itt (a süttői kezdőpontjától számítva) 15,8 kilométer után jár. Az 1128-as Tardos lakott területét is elkerüli, de nem sokkal arrébb, 7,8 kilométer után leágazik oda még egy út, ez a 11 134-es számú mellékút.
9,2 kilométer után az út Tata (illetve a város exklávé városrésze, Agostyán) területére lép, elhalad az agostyáni arborétum, majd a 11. kilométere táján az „ökofalu” településrész mellett, és még a 12. kilométere előtt beér Agostyán lakott területére, ahol a Szabadság utca nevet veszi fel. Kevéssel a 13. kilométere előtt kilép a település házai közül, 14,2 kilométer után Baj lakatlan külterületére lép, illetve egy rövid szakaszon Baj és Szomód határát kíséri. Nem sokkal ezután már újra eléri Tata határát, 15,9 után pedig már teljesen tatai területen húzódik, Agostyáni út néven.
16,8 kilométer után, itt már délnyugati irányban haladva keresztezi a MÁV 1-es számú Budapest–Hegyeshalom–Rajka-vasútvonalának vágányait, majd a 17. kilométerénél beletorkollik a 11 603-as út. Az utolsó szakaszán még egy iránytörése van: itt újra északnyugati irányba tér és a Bacsó Béla utca nevet veszi fel. Az 1-es főútba torkollva ér véget, annak 65+600-as kilométerszelvényénél, Tata tóvárosi városrészében.
Teljes hossza, az országos közutak térképes nyilvántartását szolgáló kira.gov.hu adatbázisa szerint 17,202 kilométer.

## Települések az út mentén
- Tarján
- Vértestolna
- Tardos
- Agostyán
- (Baj)
- (Szomód)
- Tata